# 克苏鲁的呼唤 (电影)
《克蘇魯的呼喚》（英語：The Call of Cthulhu）是2005年拍攝的一部默片，改編自H·P·洛夫克拉夫特的同名小說，曾在2006年的斯蘭丹斯電影節和西雅圖國際電影節上上映。

## 外部連接
- 官方网站
- AllMovie上《The Call of Cthulhu》的资料（英文）
- 互联网电影数据库（IMDb）上《The Call of Cthulhu》的资料（英文）
- 爛番茄上《The Call of the Cthulhu》的資料（英文）